# Cadmo Fausto de Sousa
Cadmo Fausto de Sousa ou simplesmente Cadmo Fausto (Rio de Janeiro, 1901 -- Rio de Janeiro, 1983) foi um pintor, desenhista e professor brasileiro.
Estudou na Escola Nacional de Belas Artes onde teve como professores Rodolfo Amoedo, Rodolfo Chambelland e Lucílio de Albuquerque.
Em 1930, concorrendo ao Salão Nacional, fez por merecer o cobiçado prêmio de viagem ao estrangeiro. Assim, pode seguir para a França no ano seguinte onde, em Paris, frequentou a Académie de la Grande Chaumière.

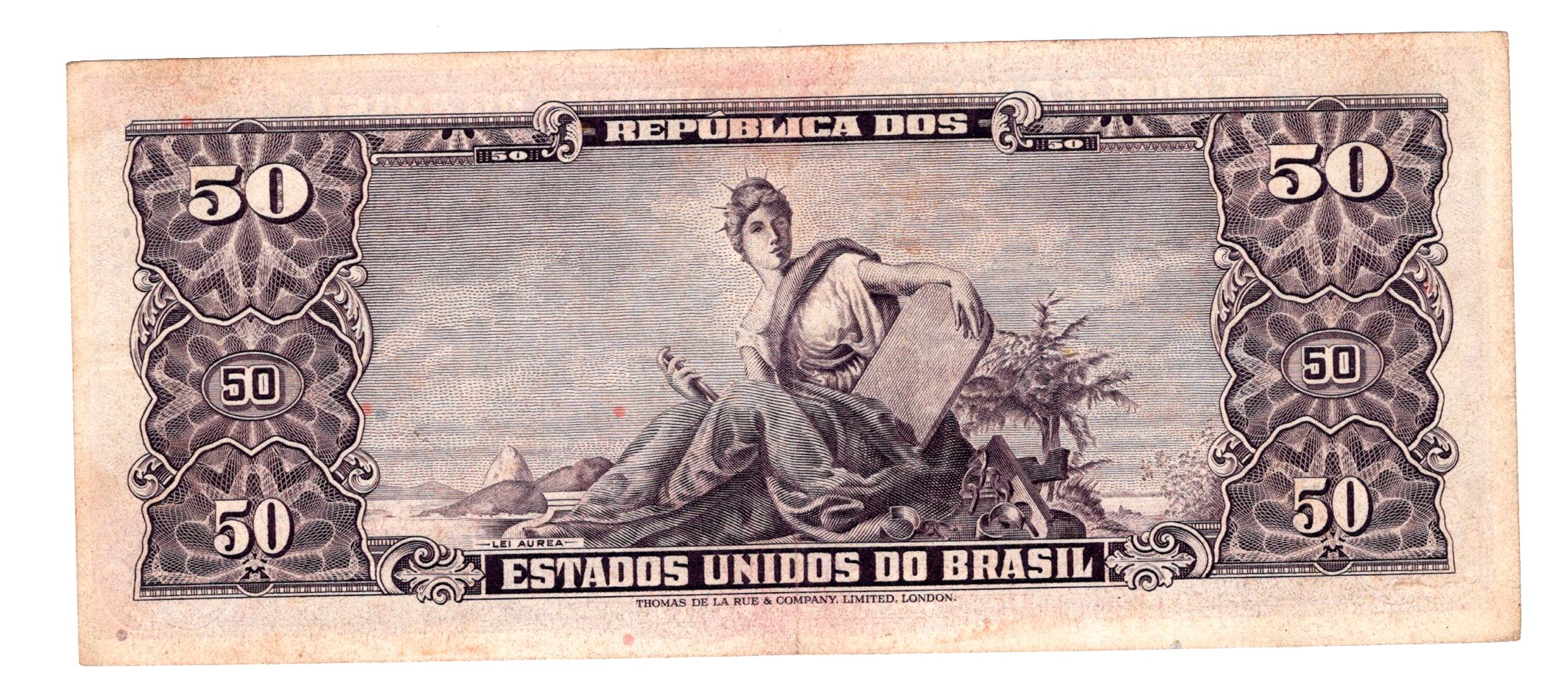
Representação da Lei Áurea na cédula de 50 Cruzeiros, padrão que vigorou até 1967.

Ficou conhecido por suas obras clássicas sobre episódios da história do Brasil. Entre elas, estão "Proclamação da República", "Abertura dos Portos", "Lei Áurea" e "Cultura Nacional". Todas foram usadas  pela Caixa de Amortização para ilustrar os reversos de cédulas do cruzeiro emitidas entre 1943 e 1967. Decorou também, com grandes paineis, o Aeroporto Santos Dumont no Rio de Janeiro.